# Nelson Evans

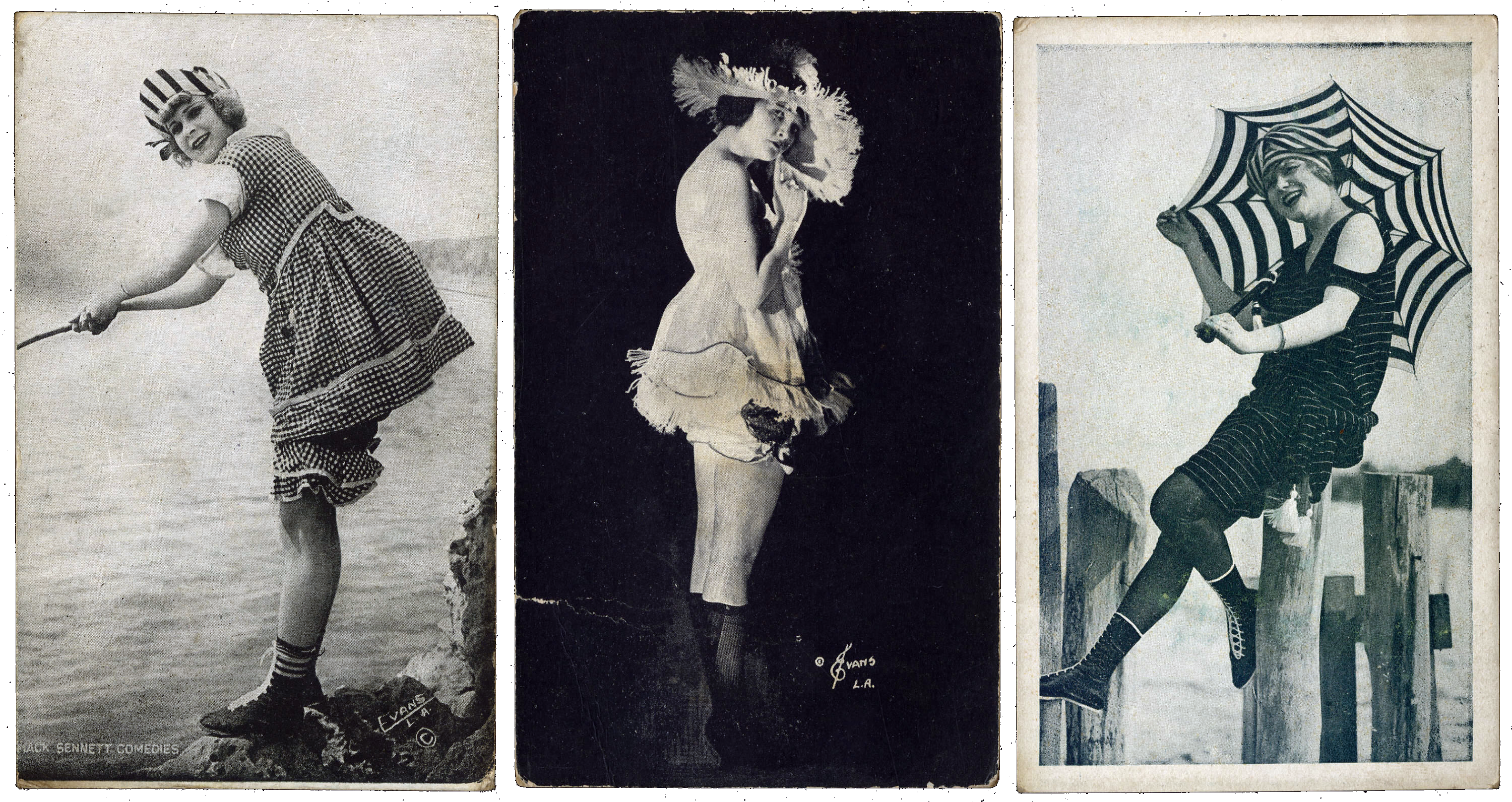
Takzvaná lobby karta tří slečen patřících ke kráskám Mack Sennett Bathing Beauties

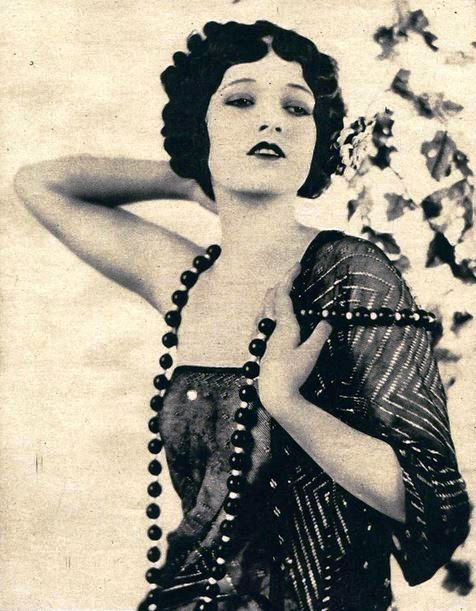
Dorothy Manners (1922)

Nelson Frazier Evans (6. června 1889 – 17. října 1922) byl americký fotograf v dobách starého Hollywoodu. Evans byl známý svými portréty filmových herců, jako jsou Darrell Foss, Marie Prevost, Louise Glaum a mnoho dalších během doby němého filmu, včetně režiséra Philipa Rosena. Je považován za jednoho z tvůrců pin-up fotografie.

## Životopis
Evans se narodil v Columbusu ve státě Ohio v roce 1889. Byl synem provozovatele uhelného dolu, který namítal proti Evansově volbě věnovat se fotografické kariéře. Evans, který původně pracoval ve východních Spojených státech, se v desátých letech 20. století přestěhoval na západní pobřeží, kde se věnoval kariéře portrétního fotografa v Hollywoodu. V roce 1915 si nakonec založil studio na 6039 Hollywood Boulevard. V té době se hollywoodští studioví fotografové zaměřovali hlavně na pořizování filmových statických snímků scén - herci a herečky byli nuceni hledat osobní fotografy, kteří by fotografovali portréty. Tuto mezeru na trhu zaplnili profesionální fotografové jako Evans. Evans také dělal tradiční statické fotografie pro řadu předních filmových studií.
Evans představil několik inovací fotografické scény starého Hollywoodu; vyhýbal se používání efektních rekvizit a vykresloval efekty nebo pozadí přímo na fotografické negativy. Evansovi připisoval spisovatel a filmový historik David S. Shields vytvoření žánru „Cheesecake Photography“, předchůdce fotografie typu pin-up. Některé jeho fotografie celé postavy slečen v plavkách se objevily v různých médiích, například v časopisech a na obalech cigaret.
Během první světové války byl Evans povolán do vládní služby a umístěn v New Yorku. Byl pověřen jako nadporučík a zabýval se rozvíjející oblastí leteckého snímkování, pro kterou se pokusil vyvinout nový fotoaparát. Ve svém osobním životě Evans sbíral vzácné knihy; byl také známý tím, že se zajímal o náboženství a metafyziku.
Evans zemřel v říjnu 1922 ve věku 33 let

### Dědictví
Po jeho smrti bylo Evansovo studio přeměněno na uměleckou galerii. V roce 1929 bylo jeho studio poškozeno požárem, který mohl vzniknout jako součást širší msty proti stálým fotografům působícím v Hollywoodu. Evansova předčasná smrt vedla k tomu, že zmizel z paměti rychleji než jeho současníci, jako byli Fred Hartsook a Albert Witzel.

## Galerie

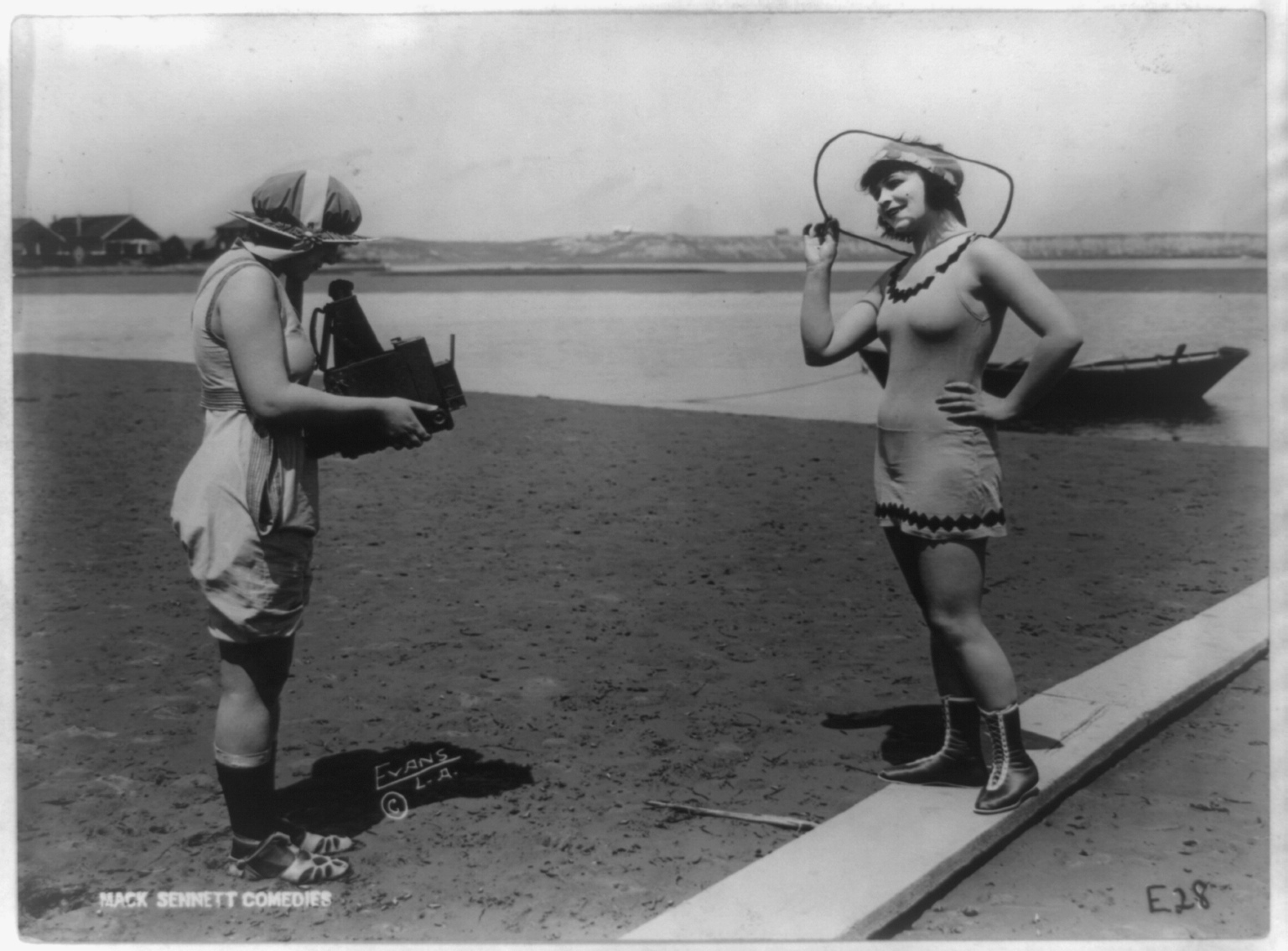
Herečka Roxana McGowan pořizuje fotografii Mary Thurman
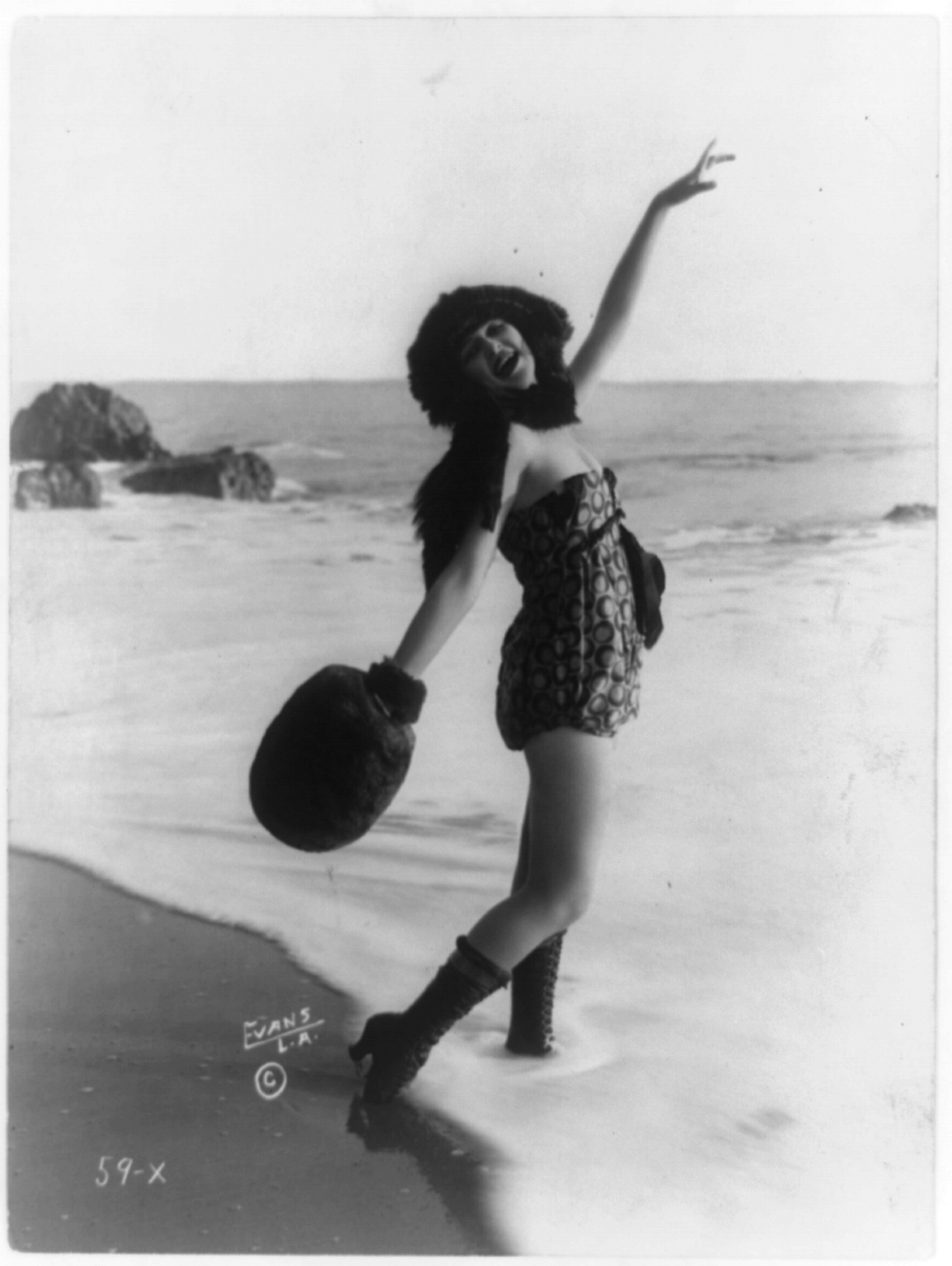
Alice Maison
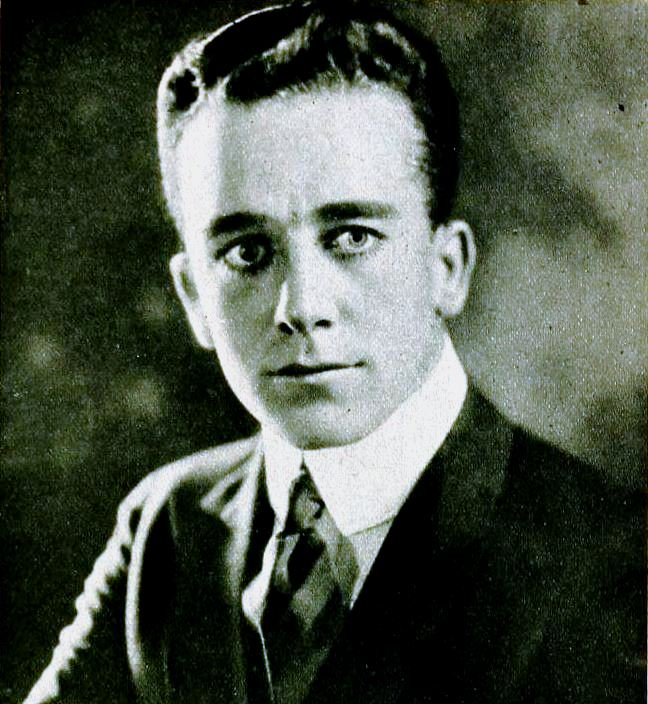
Jack Mulhall (1920)
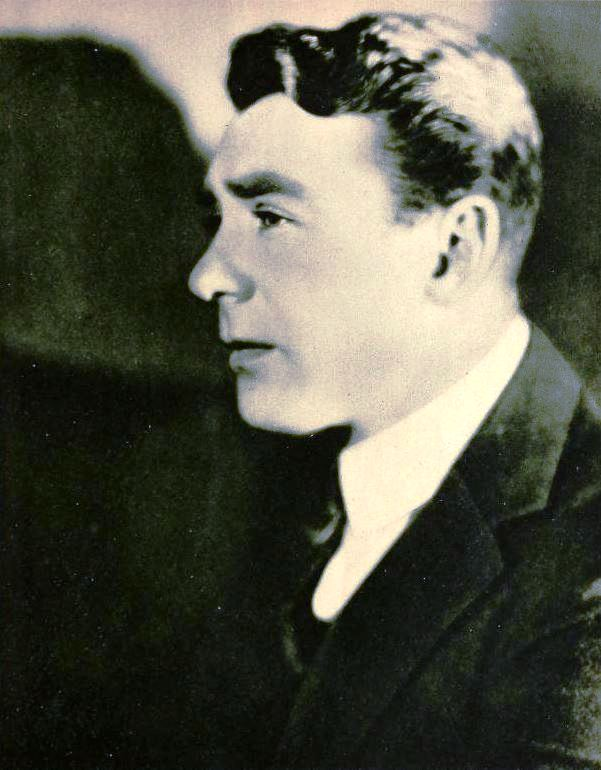
Tom Moore (herec) (1920)
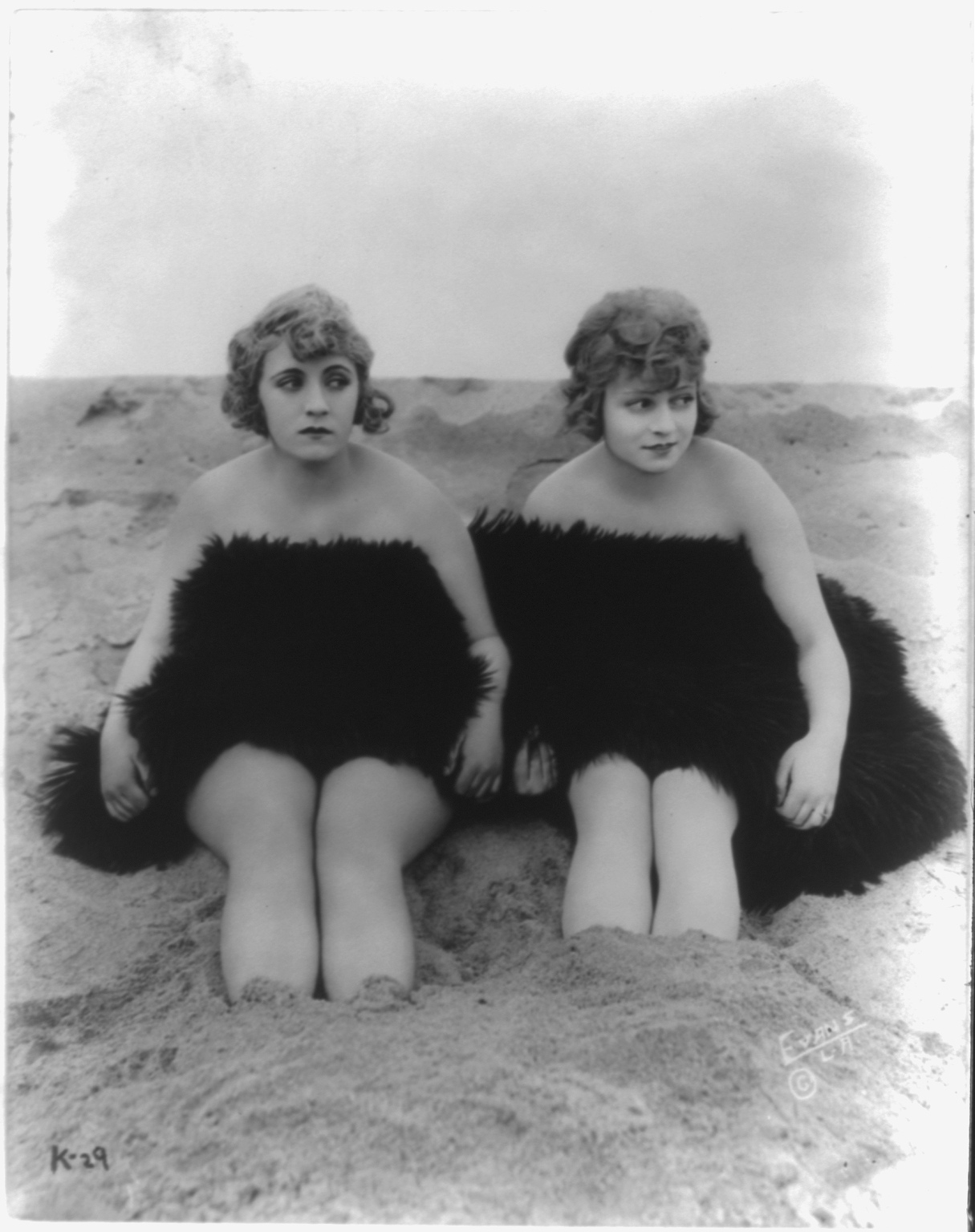
Claire Anderson a Rose Carter na pláži
Dívky Macka Sennetta v konfetách serpentiny
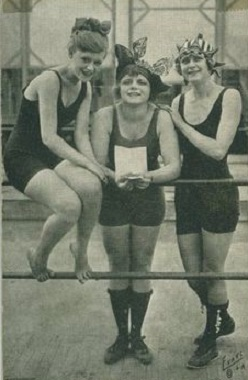
Lillian Biron, Vera Reynolds a Teddy Sampson
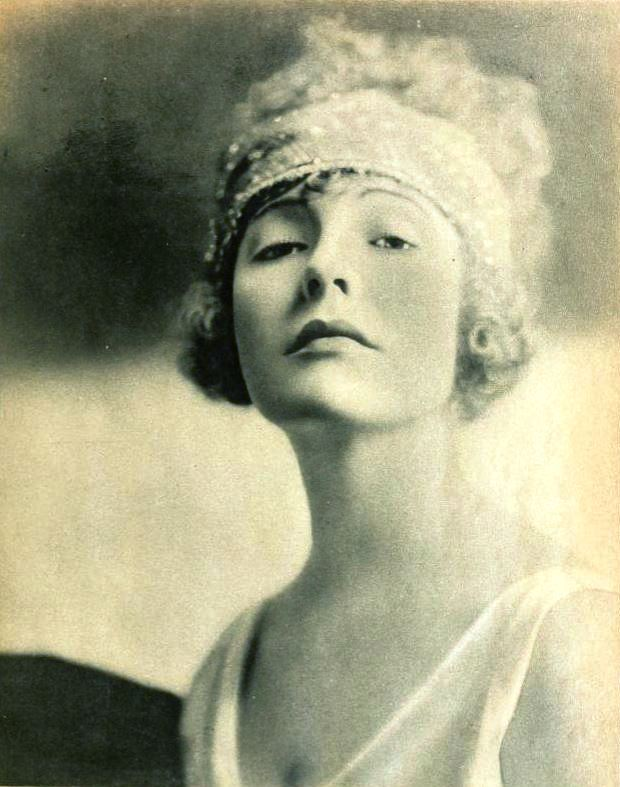
Doris Pawn (1920)
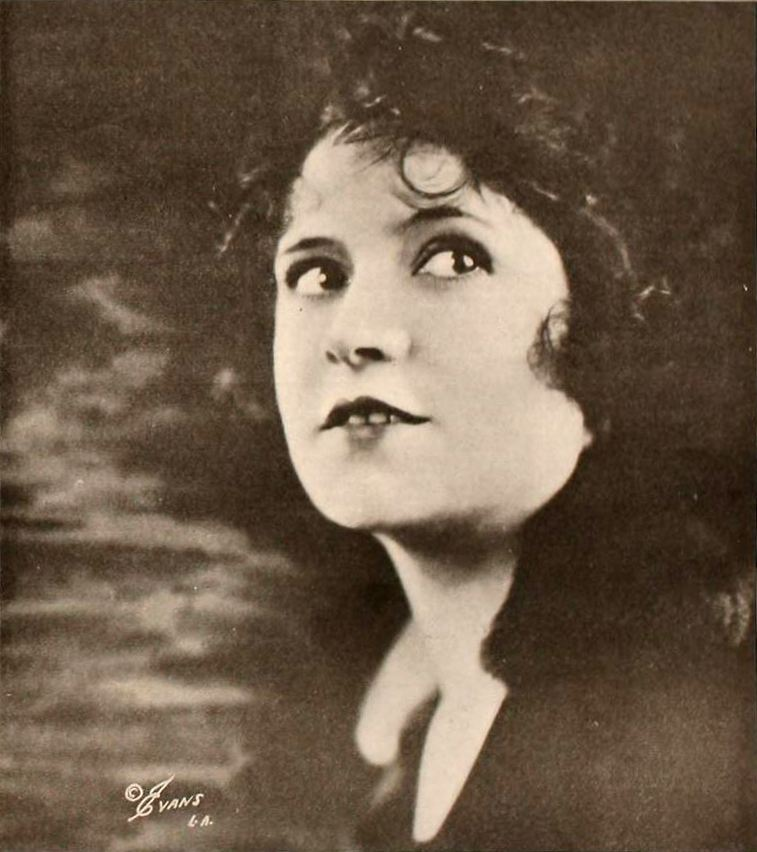
Alice Lake (1920)
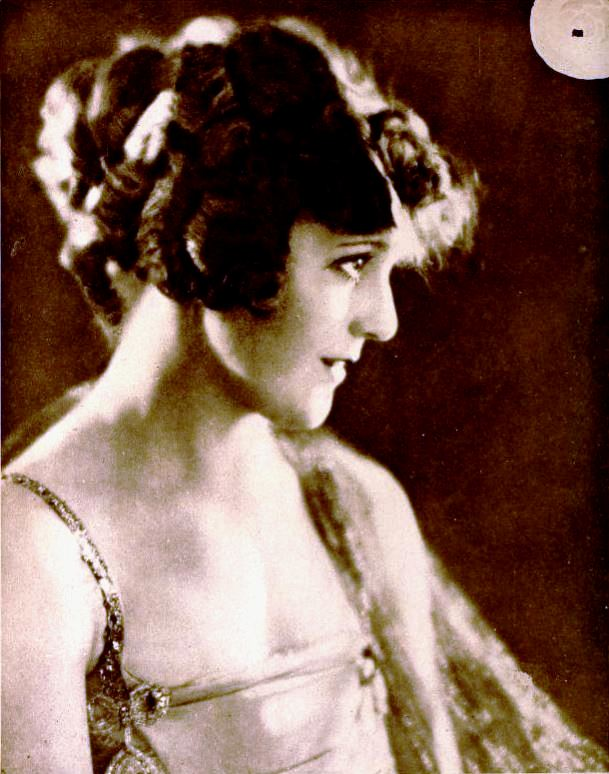
Doris May (1920)
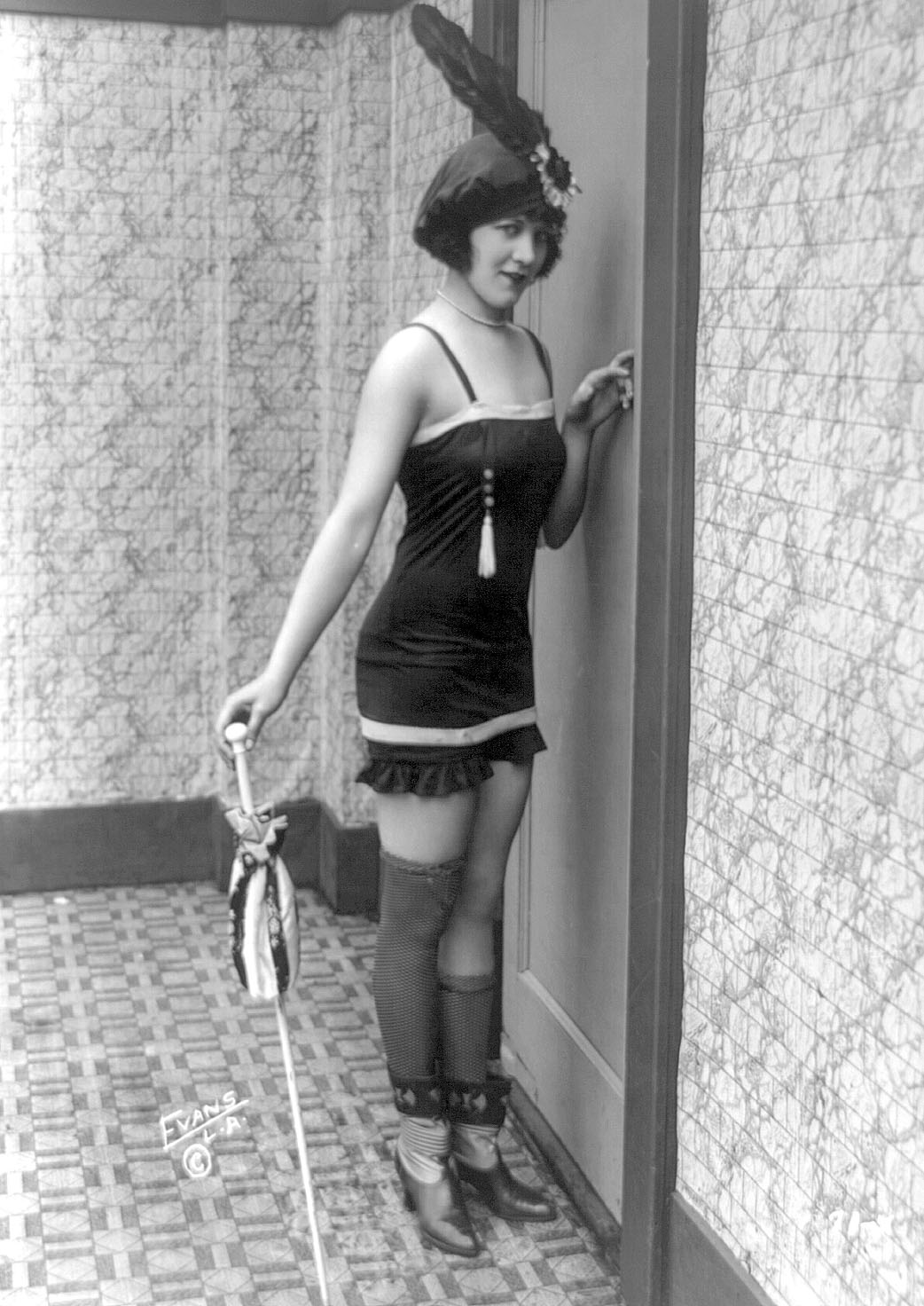
Marie Prevost
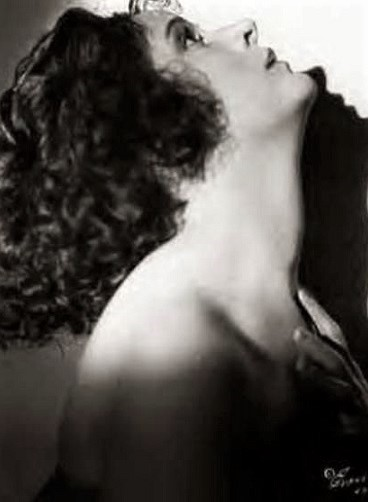
Alice Lake
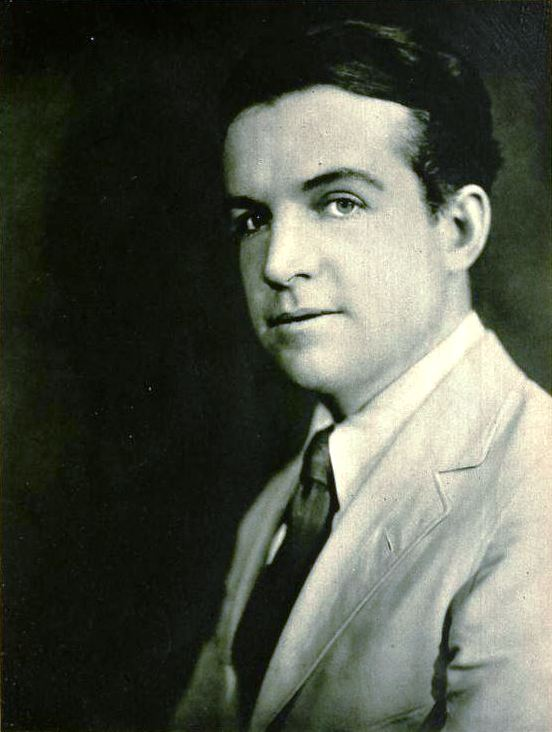
Pell Trenton (1920)
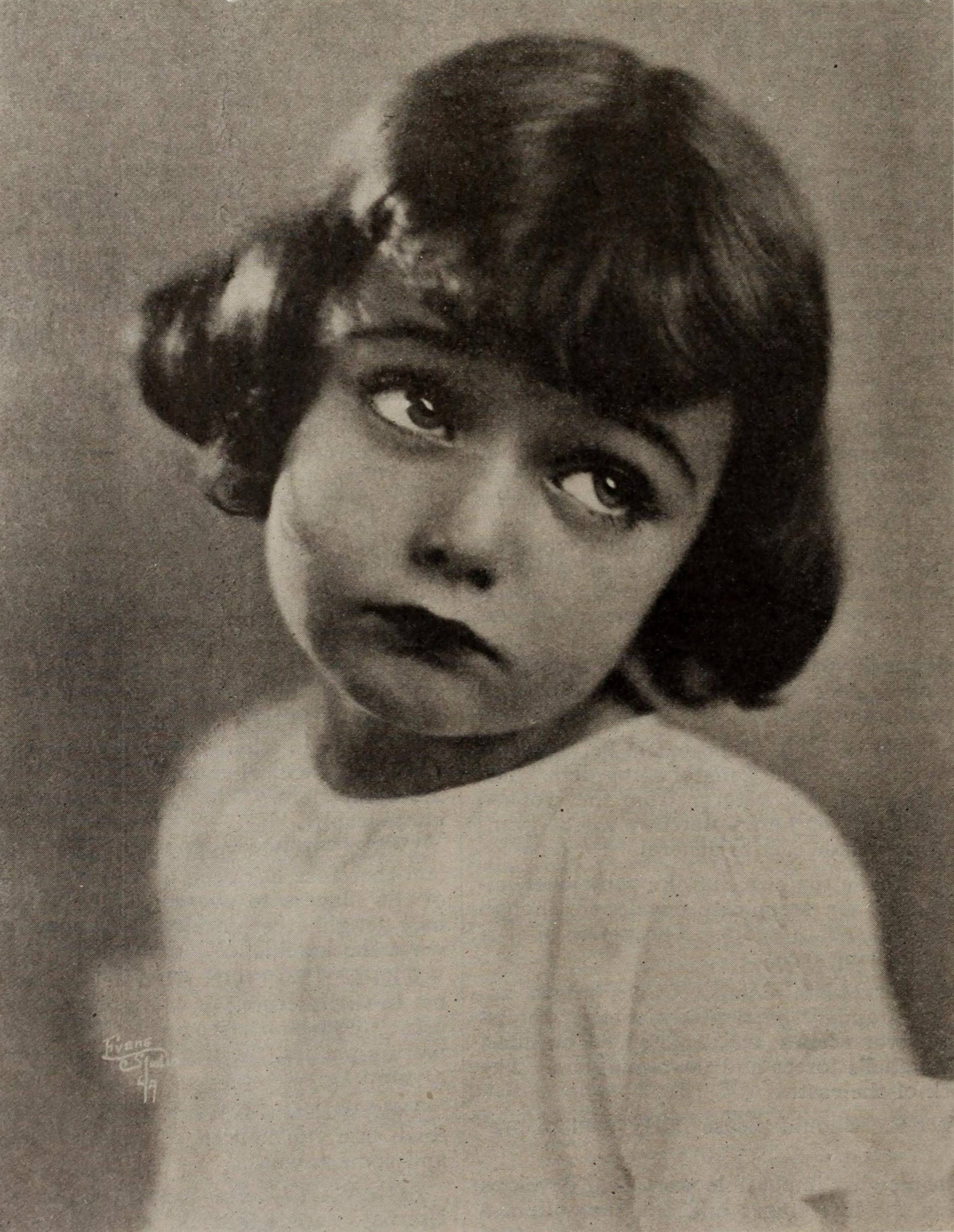
Priscilla Moran
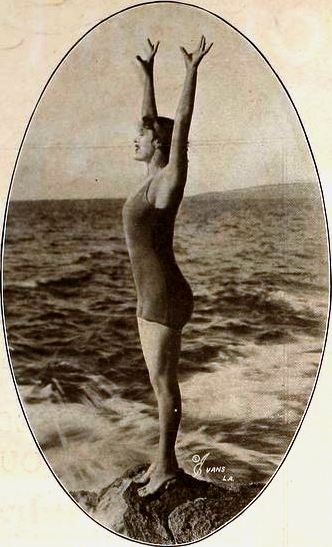
Annette Kellerman
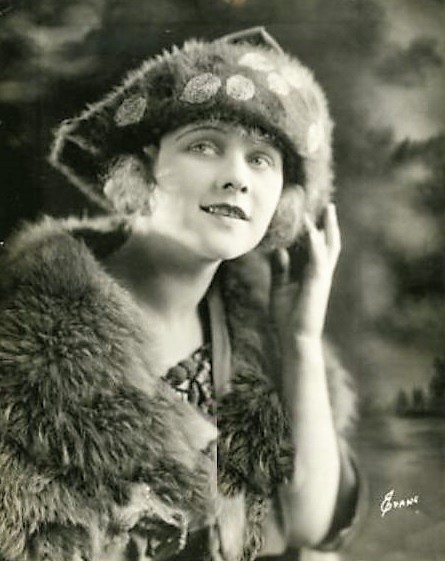
Wanda Hawley Evans
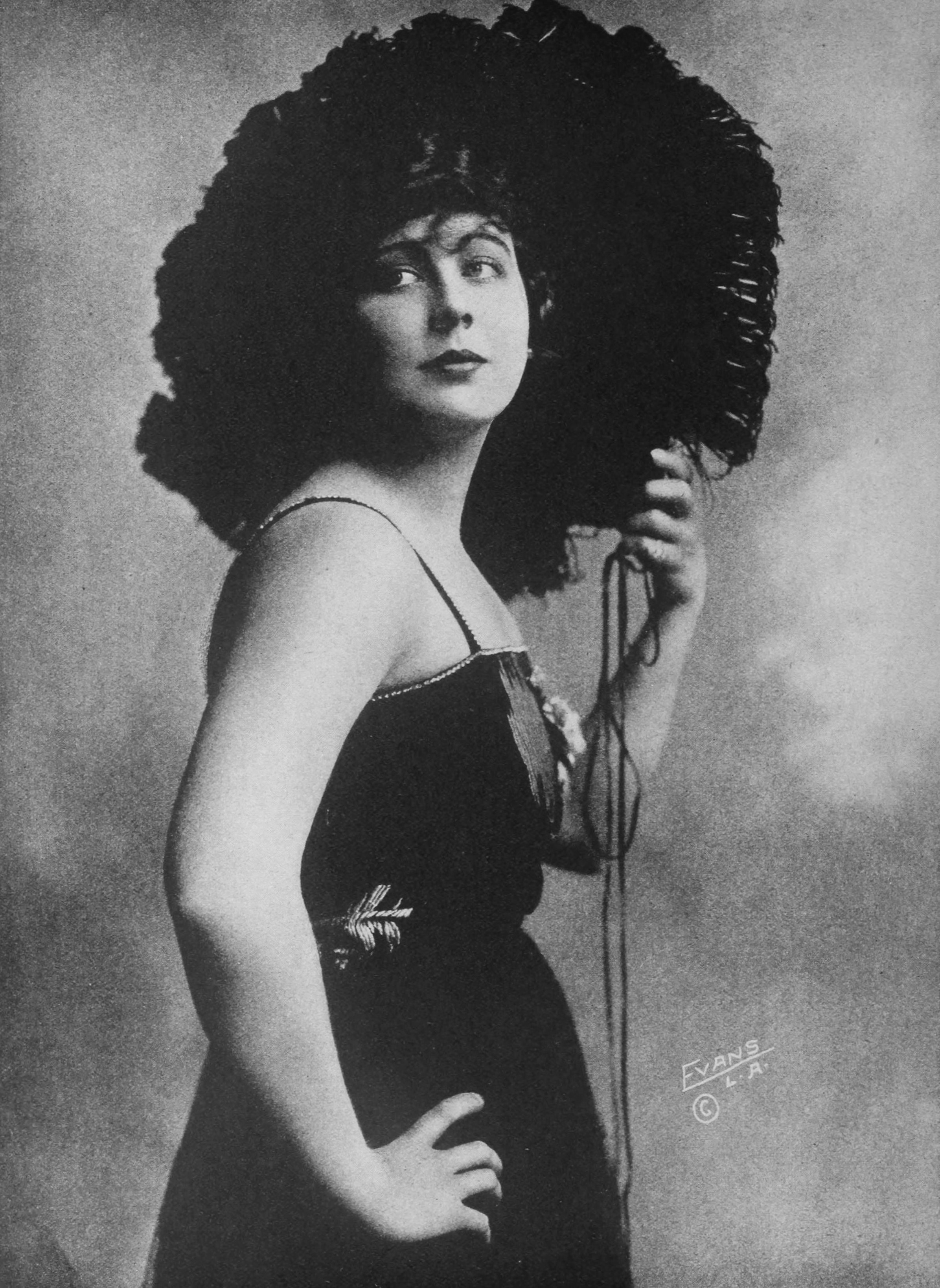
Dorothy Dalton